# Evening Shade (Arkansas)
Evening Shade es una ciudad ubicada en el condado de Sharp en el estado estadounidense de Arkansas. En el Censo de 2010 tenía una población de 432 habitantes y una densidad poblacional de 104,05 personas por km².

## Geografía
Evening Shade se encuentra ubicada en las coordenadas 36°4′13″N 91°37′20″O / 36.07028, -91.62222. Según la Oficina del Censo de los Estados Unidos, Evening Shade tiene una superficie total de 4.15 km², de la cual 4.15 km² corresponden a tierra firme y (0%) 0 km² es agua.

## Demografía
Según el censo de 2010, había 432 personas residiendo en Evening Shade. La densidad de población era de 104,05 hab./km². De los 432 habitantes, Evening Shade estaba compuesto por el 96.76% blancos, el 1.85% eran afroamericanos, el 0.69% eran amerindios, el 0% eran asiáticos, el 0% eran isleños del Pacífico, el 0% eran de otras razas y el 0.69% pertenecían a dos o más razas. Del total de la población el 0.93% eran hispanos o latinos de cualquier raza.